# Wuppertaler Sport-Verein 1973-1974
Questa voce raccoglie le informazioni riguardanti il Wuppertaler Sport-Verein nelle competizioni ufficiali della stagione 1973-1974.

## Stagione
Nella stagione 1973-1974 il Wuppertal, allenato da Horst Buhtz, concluse il campionato di Bundesliga al 16º posto. In Coppa di Germania il Wuppertal fu eliminato agli ottavi di finale dal Colonia. In Coppa UEFA il Wuppertal fu eliminato al primo turno dal Ruch Chorzów.

## Rosa
| N. |                     | Ruolo | Calciatore              |
| -- | ------------------- | ----- | ----------------------- |
|    | Germania (bandiera) | P     | Ulrich Gelhard          |
|    | Germania (bandiera) | P     | Manfred Müller          |
|    | Germania (bandiera) | D     | Manfred Cremer          |
|    | Germania (bandiera) | D     | Jürgen-Michael Galbierz |
|    | Germania (bandiera) | D     | Emil Meisen             |
|    | Germania (bandiera) | D     | Erich Miß               |
|    | Germania (bandiera) | D     | Peter Nover             |
|    | Germania (bandiera) | D     | Manfred Reichert        |
|    | Germania (bandiera) | C     | Bernhard Hermes         |
|    | Germania (bandiera) | C     | Theo Homann             |

| N. |                     | Ruolo | Calciatore         |
| -- | ------------------- | ----- | ------------------ |
|    | Germania (bandiera) | C     | Georg Jung         |
|    | Germania (bandiera) | C     | Jürgen Kohle       |
|    | Germania (bandiera) | C     | Heinz-Dieter Lömm  |
|    | Germania (bandiera) | C     | Willi Neuberger    |
|    | Germania (bandiera) | C     | Klaus Spannenkrebs |
|    | Germania (bandiera) | C     | Herbert Stöckl     |
|    | Germania (bandiera) | A     | Lothar Angermund   |
|    | Germania (bandiera) | A     | Gustav Jung        |
|    | Germania (bandiera) | A     | Günter Pröpper     |
|    | Germania (bandiera) | A     | Peter Redder       |

## Organigramma societario
Area tecnica
- Allenatore: Horst Buhtz
- Allenatore in seconda:
- Preparatore dei portieri:
- Preparatori atletici:

## Calciomercato

### Sessione estiva
| Acquisti | Acquisti        | Acquisti     | Acquisti |
| R.       | Nome            | da           | Modalità |
| -------- | --------------- | ------------ | -------- |
| C        | Willi Neuberger | Werder Brema |          |
| D        | Peter Nover     | Saarbrücken  |          |

| Cessioni | Cessioni      | Cessioni          | Cessioni |
| R.       | Nome          | a                 | Modalità |
| -------- | ------------- | ----------------- | -------- |
| A        | Claus Brune   | Hannover 96       |          |
| A        | Rudi Neufeld  | RW Oberhausen     |          |
| A        | Detlef Webers | Arminia Bielefeld |          |

### Sessione invernale
| Acquisti | Acquisti | Acquisti | Acquisti |
| R.       | Nome     | da       | Modalità |
| -------- | -------- | -------- | -------- |

| Cessioni | Cessioni | Cessioni | Cessioni |
| R.       | Nome     | a        | Modalità |
| -------- | -------- | -------- | -------- |

## Risultati

### Bundesliga

#### Girone di andata
| Arbitro: | Ohmsen |

|                             |           |                    |
| Walitza 3’ Balte 24’ (rig.) | Marcatori | 74’ (rig.) Pröpper |

| Arbitro: | Seiler |

|                             |           |  |
| Pröpper 26’, 70’ Homann 42’ | Marcatori |  |

| Arbitro: | Engel |

|  |           |          |
|  | Marcatori | 68’ Jung |

| Arbitro: | Kindervater |

|                             |           |                                         |
| Stöckl 9’ Bonhof 18’ (aut.) | Marcatori | 15’ Danner 30’, 44’ Köppel 72’ Heynckes |

| Arbitro: | Gabor |

|                                        |           |  |
| Breitner 53’ Kapellmann 72’ Hoeneß 88’ | Marcatori |  |

| Wuppertal 8 settembre 1973, ore 15:30 CET 6ª giornata | Wuppertal | 0 – 0 referto | Fortuna Colonia | Stadion am Zoo (12 500 spett.)\| Arbitro: \| Betz \| |
| Arbitro:                                              | Betz      |               |                 |                                                      |

| Arbitro: | Schäfer |

|                              |           |           |
| Bast 49’ (rig.) de Vlugt 53’ | Marcatori | 7’ Cremer |

| Arbitro: | Redelfs |

|                        |           |           |
| Pröpper 21’ Cremer 30’ | Marcatori | 41’ Brück |

| Arbitro: | Weyland |

|                        |           |                   |
| Cremer 35’ Pröpper 61’ | Marcatori | 42’ Geye 54’ Seel |

| Arbitro: | Frickel |

|                                   |           |                      |
| Fischer 38’, 57’, 88’ Kremers 70’ | Marcatori | 80’ Jung 82’ Pröpper |

| Arbitro: | Linn |

|                                      |           |                   |
| Pröpper 30’, 89’ Jung 52’ Stöckl 65’ | Marcatori | 55’ (rig.) Bracht |

| Arbitro: | Zuchantke |

|                  |           |             |
| Siemensmeyer 75’ | Marcatori | 83’ Pröpper |

| Arbitro: | Schäfer |

|            |           |              |
| Cremer 37’ | Marcatori | 8’ Grabowski |

| Colonia 2 novembre 1973, ore 20:00 CET 14ª giornata | Colonia   | 0 – 0 referto | Wuppertal | Radstadion Köln (20 000 spett.)\| Arbitro: \| Horstmann \| |
| Arbitro:                                            | Horstmann |               |           |                                                            |

| Arbitro: | Seiler |

|                 |           |  |
| Pröpper 3’, 59’ | Marcatori |  |

| Arbitro: | Klauser |

|                                          |           |  |
| Meier 2’ Pirrung 67’ Toppmöller 77’, 84’ | Marcatori |  |

| Arbitro: | Horstmann |

|                                     |           |                                               |
| Neuberger 41’ Pröpper 42’ Kohle 83’ | Marcatori | 56’ Brenninger 65’, 88’ Ohlicher 71’ Ettmayer |

#### Girone di ritorno
| Arbitro: | Lutz |

|                              |           |  |
| Kohle 39’ (rig.) Pröpper 76’ | Marcatori |  |

| Arbitro: | Schumann |

|                            |           |          |
| Stöckl 2’ (aut.) Kaltz 12’ | Marcatori | 28’ Jung |

| Arbitro: | Schulenburg |

|             |           |                   |
| Pröpper 34’ | Marcatori | 85’ Hickersberger |

| Arbitro: | Eschweiler |

|                                                                               |           |                  |
| Heynckes 7’, 71’ (rig.) Vogts 34’ Danner 47’ Jensen 59’ Stielike 64’ Rupp 65’ | Marcatori | 41’ (rig.) Kohle |

| Arbitro: | Roth |

|                  |           |                                       |
| Kohle 17’ (rig.) | Marcatori | 32’, 59’ Hoeneß 53’ Breitner 83’ Roth |

| Arbitro: | Dreher |

|                   |           |            |
| Wesseler 53’, 89’ | Marcatori | 50’ Cremer |

| Arbitro: | Horstmann |

|                     |           |  |
| Pröpper 5’ Jung 19’ | Marcatori |  |

| Arbitro: | Boe |

|                               |           |  |
| Riedl 62’ Müller 68’ Horr 76’ | Marcatori |  |

| Arbitro: | Fork |

|                    |           |  |
| Herzog 8’ Geye 87’ | Marcatori |  |

| Arbitro: | Klauser |

|               |           |            |
| Neuberger 90’ | Marcatori | 9’ Fischer |

| Arbitro: | Linn |

|                                         |           |  |
| Weist 2’ Höttges 27’ (rig.) Røntved 47’ | Marcatori |  |

| Arbitro: | Tschenscher |

|                           |           |               |
| Pröpper 71’ Neuberger 84’ | Marcatori | 66’ Stegmayer |

| Arbitro: | Basedow |

|            |           |  |
| Nickel 36’ | Marcatori |  |

| Arbitro: | Betz |

|               |           |                            |
| Neuberger 65’ | Marcatori | 9’, 52’ Neumann 54’ Müller |

| Duisburg 4 maggio 1974, ore 15:30 CET 32ª giornata | Duisburg    | 0 – 0 referto | Wuppertal | Wedaustadion (27 000 spett.)\| Arbitro: \| Tschenscher \| |
| Arbitro:                                           | Tschenscher |               |           |                                                           |

| Arbitro: | Gabor |

|                     |           |                                    |
| Jung 62’ Hermes 70’ | Marcatori | 25’, 33’, 38’ Sandberg 85’ Pirrung |

| Arbitro: | Horstmann |

|                            |           |                   |
| Handschuh 6’ Entenmann 14’ | Marcatori | 37’ Jung 81’ Lömm |

### Coppa di Germania
| Arbitro: | Klauser |

|  |           |                       |
|  | Marcatori | 22’ Kohle 29’ Pröpper |

| Arbitro: | Hilker |

|          |           |  |
| Löhr 75’ | Marcatori |  |

### Coppa UEFA
| Arbitro: | Kitabdjian |

|                                          |           |                  |
| Bula 8’ Marx 47’ Herisz 74’ Maszczyk 79’ | Marcatori | 70’ (rig.) Kohle |

| Arbitro: | Dörflinger-Buser |

|                                                     |           |                                            |
| Stöckl 32’ Cremer 41’, 73’ Pröpper 50’ Reichert 85’ | Marcatori | 8’ Benigier 37’ Kopicera 40’ Marx 62’ Bula |

## Statistiche

### Statistiche di squadra
| Competizione      | Punti | In casa | In casa | In casa | In casa | In casa | In casa | In trasferta | In trasferta | In trasferta | In trasferta | In trasferta | In trasferta | Totale | Totale | Totale | Totale | Totale | Totale | DR  |
| Competizione      | Punti | G       | V       | N       | P       | Gf      | Gs      | G            | V            | N            | P            | Gf           | Gs           | G      | V      | N      | P      | Gf     | Gs     | DR  |
| ----------------- | ----- | ------- | ------- | ------- | ------- | ------- | ------- | ------------ | ------------ | ------------ | ------------ | ------------ | ------------ | ------ | ------ | ------ | ------ | ------ | ------ | --- |
| Bundesliga        | 25    | 17      | 7       | 5       | 5       | 31      | 27      | 17           | 1            | 4            | 12           | 11           | 38           | 34     | 8      | 9      | 17     | 42     | 65     | -23 |
| Coppa di Germania | -     | 0       | 0       | 0       | 0       | 0       | 0       | 2            | 1            | 0            | 1            | 2            | 1            | 2      | 1      | 0      | 1      | 2      | 1      | +1  |
| Coppa UEFA        | -     | 1       | 1       | 0       | 0       | 5       | 4       | 1            | 0            | 0            | 1            | 1            | 4            | 2      | 1      | 0      | 1      | 6      | 8      | -2  |
| Totale            | 25    | 18      | 8       | 5       | 5       | 36      | 31      | 20           | 2            | 4            | 14           | 14           | 43           | 38     | 10     | 9      | 19     | 50     | 74     | -24 |

### Andamento in campionato
| Giornata  | 1  | 2 | 3 | 4 | 5  | 6  | 7  | 8  | 9  | 10 | 11 | 12 | 13 | 14 | 15 | 16 | 17 | 18 | 19 | 20 | 21 | 22 | 23 | 24 | 25 | 26 | 27 | 28 | 29 | 30 | 31 | 32 | 33 | 34 |
| --------- | -- | - | - | - | -- | -- | -- | -- | -- | -- | -- | -- | -- | -- | -- | -- | -- | -- | -- | -- | -- | -- | -- | -- | -- | -- | -- | -- | -- | -- | -- | -- | -- | -- |
| Luogo     | T  | C | T | C | T  | C  | T  | C  | C  | T  | C  | T  | C  | T  | C  | T  | C  | C  | T  | C  | T  | C  | T  | C  | T  | T  | C  | T  | C  | T  | C  | T  | C  | T  |
| Risultato | P  | V | V | P | P  | N  | P  | V  | N  | P  | V  | N  | N  | N  | V  | P  | P  | V  | P  | N  | P  | P  | P  | V  | P  | P  | N  | P  | V  | P  | P  | N  | P  | N  |
| Posizione | 14 | 7 | 5 | 8 | 10 | 11 | 13 | 10 | 11 | 13 | 11 | 11 | 11 | 12 | 10 | 12 | 13 | 10 | 12 | 11 | 15 | 15 | 15 | 13 | 15 | 16 | 15 | 15 | 15 | 15 | 16 | 16 | 17 | 16 |

Legenda:

Luogo: C = Casa; T = Trasferta. Risultato: V = Vittoria; N = Pareggio; P = Sconfitta.

### Statistiche dei giocatori
| Giocatore       | Bundesliga | Bundesliga | Bundesliga  | Bundesliga | Coppa di Germania | Coppa di Germania | Coppa di Germania | Coppa di Germania | Coppa UEFA | Coppa UEFA | Coppa UEFA  | Coppa UEFA | Totale   | Totale | Totale      | Totale     |
| Giocatore       | Presenze   | Reti       | Ammonizioni | Espulsioni | Presenze          | Reti              | Ammonizioni       | Espulsioni        | Presenze   | Reti       | Ammonizioni | Espulsioni | Presenze | Reti   | Ammonizioni | Espulsioni |
| --------------- | ---------- | ---------- | ----------- | ---------- | ----------------- | ----------------- | ----------------- | ----------------- | ---------- | ---------- | ----------- | ---------- | -------- | ------ | ----------- | ---------- |
| L. Angermund    | 0          | 0          | 0           | 0          | 0                 | 0                 | 0                 | 0                 | 0          | 0          | 0           | 0          | 0        | 0      | 0           | 0          |
| H. Baake        | 0          | 0          | 0           | 0          | 0                 | 0                 | 0                 | 0                 | 0          | 0          | 0           | 0          | 0        | 0      | 0           | 0          |
| J. Berghaus     | 0          | 0          | 0           | 0          | 0                 | 0                 | 0                 | 0                 | 0          | 0          | 0           | 0          | 0        | 0      | 0           | 0          |
| M. Cremer       | 26         | 5          | 3           | 1          | 2                 | 0                 | 0                 | 0                 | 2          | 2          | 0           | 0          | 30       | 7      | 3           | 1          |
| L. Dupke        | 0          | 0          | 0           | 0          | 0                 | 0                 | 0                 | 0                 | 0          | 0          | 0           | 0          | 0        | 0      | 0           | 0          |
| D. Fiala        | 0          | 0          | 0           | 0          | 0                 | 0                 | 0                 | 0                 | 0          | 0          | 0           | 0          | 0        | 0      | 0           | 0          |
| J. Galbierz     | 14         | 0          | 1           | 0          | 2                 | 0                 | 0                 | 0                 | 1          | 0          | 0           | 0          | 17       | 0      | 1           | 0          |
| U. Gelhard      | 6          | 0          | 0           | 0          | 1                 | 0                 | 0                 | 0                 | 0          | 0          | 0           | 0          | 7        | 0      | 0           | 0          |
| F. Gerber       | 0          | 0          | 0           | 0          | 0                 | 0                 | 0                 | 0                 | 0          | 0          | 0           | 0          | 0        | 0      | 0           | 0          |
| R. Geweke       | 0          | 0          | 0           | 0          | 0                 | 0                 | 0                 | 0                 | 0          | 0          | 0           | 0          | 0        | 0      | 0           | 0          |
| B. Hermes       | 32         | 1          | 2           | 0          | 2                 | 0                 | 0                 | 0                 | 1          | 0          | 0           | 0          | 35       | 1      | 2           | 0          |
| T. Homann       | 20         | 1          | 1           | 0          | 0                 | 0                 | 0                 | 0                 | 1          | 0          | 0           | 0          | 21       | 1      | 1           | 0          |
| G. Jung         | 13         | 1          | 2           | 0          | 0                 | 0                 | 0                 | 0                 | 1          | 0          | 0           | 0          | 14       | 1      | 2           | 0          |
| G. Jung         | 32         | 6          | 3           | 0          | 0                 | 0                 | 0                 | 0                 | 2          | 0          | 0           | 0          | 34       | 6      | 3           | 0          |
| W. Keuken       | 0          | 0          | 0           | 0          | 0                 | 0                 | 0                 | 0                 | 0          | 0          | 0           | 0          | 0        | 0      | 0           | 0          |
| J. Kohle        | 23         | 4          | 3           | 0          | 2                 | 1                 | 0                 | 0                 | 2          | 1          | 0           | 0          | 27       | 6      | 3           | 0          |
| T. Krivitz      | 0          | 0          | 0           | 0          | 0                 | 0                 | 0                 | 0                 | 0          | 0          | 0           | 0          | 0        | 0      | 0           | 0          |
| H. Lausen       | 0          | 0          | 0           | 0          | 0                 | 0                 | 0                 | 0                 | 0          | 0          | 0           | 0          | 0        | 0      | 0           | 0          |
| H. Lömm         | 31         | 1          | 1           | 0          | 2                 | 0                 | 0                 | 0                 | 2          | 0          | 0           | 0          | 35       | 1      | 1           | 0          |
| E. Meisen       | 28         | 0          | 3           | 0          | 2                 | 0                 | 1                 | 0                 | 1          | 0          | 0           | 0          | 31       | 0      | 4           | 0          |
| E. Miß          | 24         | 0          | 2           | 0          | 2                 | 0                 | 0                 | 0                 | 2          | 0          | 0           | 0          | 28       | 0      | 2           | 0          |
| M. Müller       | 29         | 0          | 1           | 0          | 1                 | 0                 | 0                 | 0                 | 2          | 0          | 0           | 0          | 32       | 0      | 1           | 0          |
| A. Nagy         | 0          | 0          | 0           | 0          | 0                 | 0                 | 0                 | 0                 | 0          | 0          | 0           | 0          | 0        | 0      | 0           | 0          |
| W. Neuberger    | 34         | 4          | 2           | 0          | 2                 | 0                 | 0                 | 0                 | 2          | 0          | 1           | 0          | 38       | 4      | 3           | 0          |
| P. Nover        | 0          | 0          | 0           | 0          | 0                 | 0                 | 0                 | 0                 | 0          | 0          | 0           | 0          | 0        | 0      | 0           | 0          |
| G. Pecl         | 0          | 0          | 0           | 0          | 0                 | 0                 | 0                 | 0                 | 0          | 0          | 0           | 0          | 0        | 0      | 0           | 0          |
| G. Pröpper      | 33         | 16         | 1           | 0          | 2                 | 1                 | 0                 | 0                 | 2          | 1          | 0           | 0          | 37       | 18     | 1           | 0          |
| P. Redder       | 1          | 0          | 0           | 0          | 0                 | 0                 | 0                 | 0                 | 0          | 0          | 0           | 0          | 1        | 0      | 0           | 0          |
| M. Reichert     | 33         | 0          | 3           | 0          | 2                 | 0                 | 0                 | 0                 | 1          | 1          | 0           | 0          | 36       | 1      | 3           | 0          |
| K. Spannenkrebs | 0          | 0          | 0           | 0          | 0                 | 0                 | 0                 | 0                 | 0          | 0          | 0           | 0          | 0        | 0      | 0           | 0          |
| H. Stöckl       | 30         | 2          | 4           | 0          | 2                 | 0                 | 0                 | 0                 | 2          | 1          | 1           | 0          | 34       | 3      | 5           | 0          |
| D. Webers       | 0          | 0          | 0           | 0          | 0                 | 0                 | 0                 | 0                 | 0          | 0          | 0           | 0          | 0        | 0      | 0           | 0          |